# Бовензипен, Отто
Рихард Отто Бовензипен (нем. Richard Otto Bovensiepen; 8 июля 1905, Дуйсбург, Пруссия — 18 февраля 1979, Цусмарсхаузен, Бавария) — немецкий юрист, штандартенфюрер СС, командир полиции безопасности и СД в Дании, начальник гестапо в Берлине.

## Биография
Отто Бовензипен родился 8 июля 1905 года. После окончания школы в 1925 году изучал юриспруденцию в Бонне. В 1925 году, будучи студентом, вступил в студенческую корпорацию «Франкония», из которой вышел в 1934 году. 3 мая 1926 года вступил в НСДАП (билет № 35782). 22 октября 1929 года сдал первый государственный экзамен, а 15 июля 1933 года — второй. Потом устроился на работу в окружной суд Дуйсбурга и в финансово-налоговый отдел городского управления в одном из районов Дуйсбурга. 6 ноября 1933 года присоединился к Штурмовым отрядам (СА). 16 декабря 1933 года поступил на службу в гестапо Дюссельдорфа. 1 августа 1934 года стал начальником гестапо в Магдебурге. 5 февраля 1935 года занял аналогичную должность в Реклингхаузене. Также возглавлял отделения гестапо в Дортмунде, Билефельде и Кёзлине. 15 февраля 1936 года был зачислен в ряды СС. В марте 1938 года ему было поручено создать отделение гестапо в австрийском городе Айзенштадт. С 1 октября 1937 по 17 марта 1941 года являлся шефом гестапо в Галле.
18 марта 1941 года занял должность руководителя гестапо в Берлине. Кроме того, он стал в декабре того же года заместителем инспектора полиции безопасности и СД в Берлине. Из-за коррупции был переведён в третье ведомство Главного управления имперской безопасности. Затем Эрнст Кальтенбруннер назначил его 2 октября 1943 года инспектором полиции безопасности и СД в 9-м военном округе в Касселе. В январе 1944 года Бовензипен в звании штандартенфюрера СС стал командиром полиции безопасности и СД в Дании. На этом посту боролся с датским движением сопротивления.

### После войны
После окончания войны был арестован. В сентябре 1948 года датский суд приговорил Бовензипена к смертной казни. В марте 1950 года приговор был изменён на пожизненное заключение. 1 декабря 1953 года Бовензипен был освобождён и выслан в ФРГ. Он работал управляющим директором страховой кампании в Мюльхайме-ан-дер-Руре. В 1963 году прокуратура Западного Берлина предъявила ему обвинения в депортации более 50 000 берлинских евреев в гетто в Восточной Европе и лагеря смерти. В декабре 1969 года начался судебный процесс. После сердечного приступа 15 сентября 1970 года слушания были временно приостановлены. 19 ноября 1971 года суд был прекращён в связи с недееспособностью Бовензипена.